# Station Pwllheli
Pwllheli is een spoorwegstation van National Rail in Gwynedd in Wales. Het station is eigendom van Network Rail en wordt beheerd door Transport for Wales. 

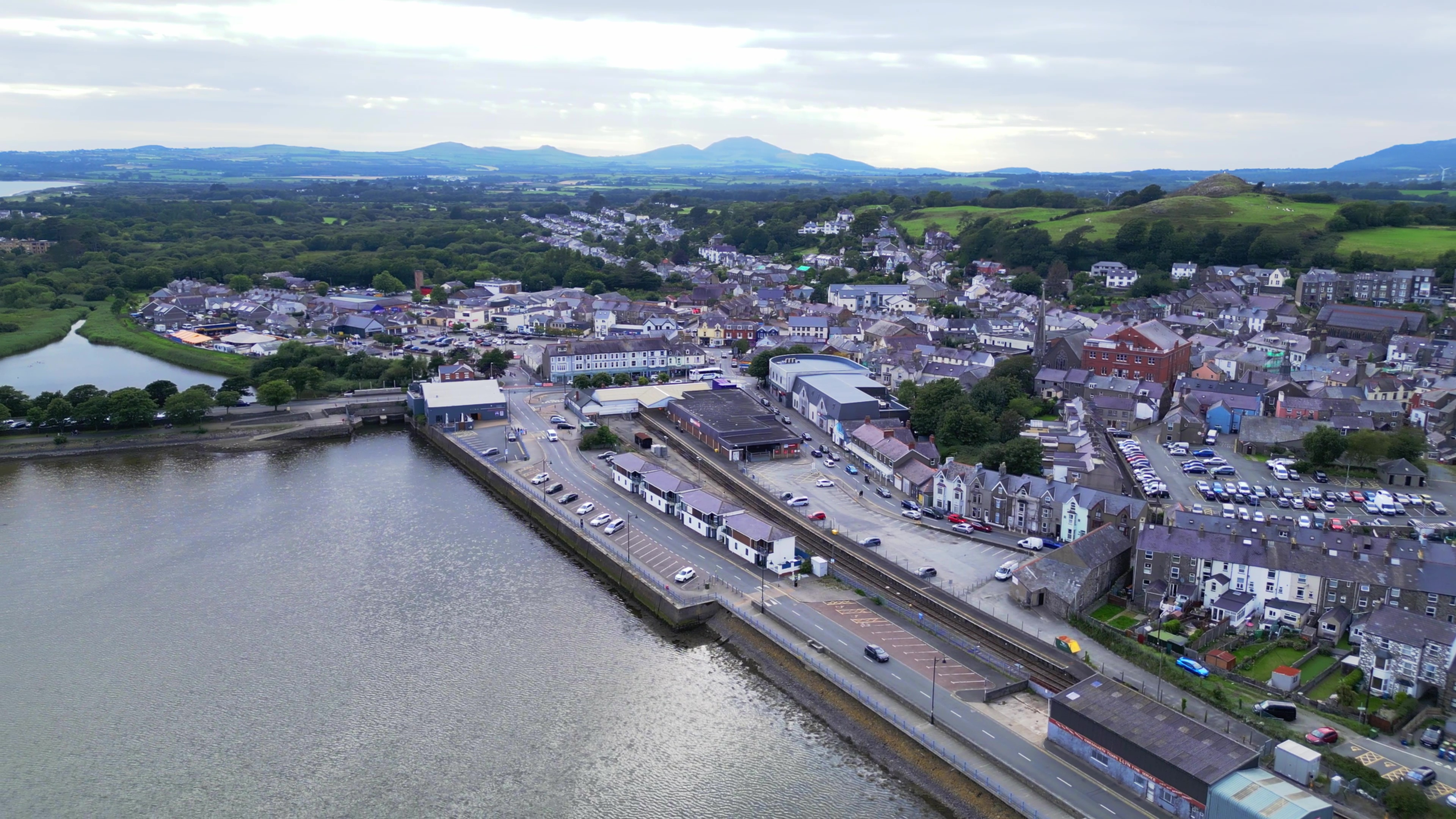
Overzicht, 2023